# 索诺拉沙漠

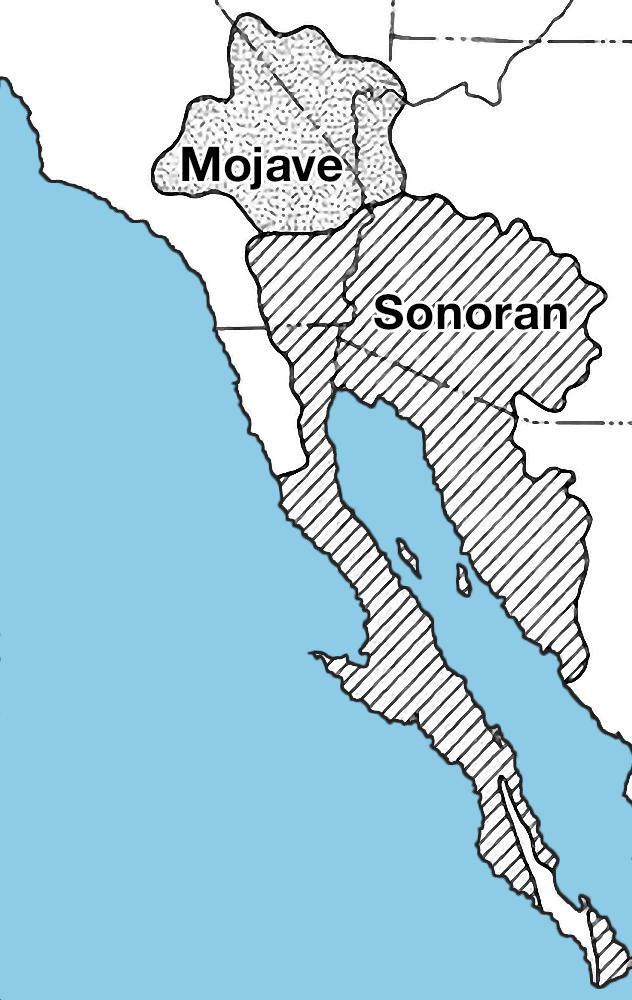
莫哈維沙漠（北）與索諾拉沙漠（南）的位置

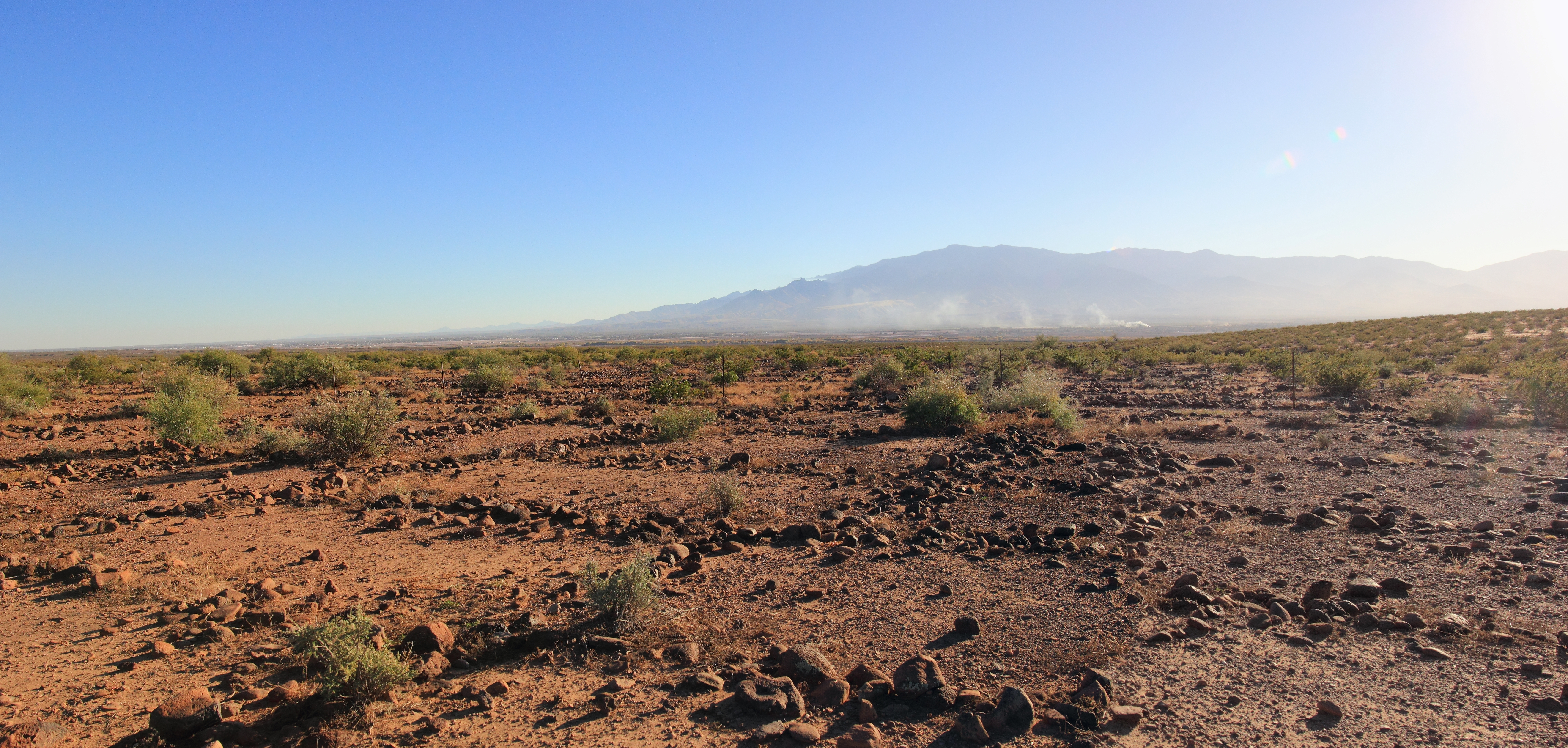
索諾拉沙漠東部的格萊漢姆山

索诺拉沙漠，又稱索诺兰沙漠，是北美洲的一个沙漠，橫跨美国和墨西哥交界，包括美国亚利桑那州、加利福尼亚州和墨西哥索诺拉州大片地区。該沙漠亦因希拉河称作希拉沙漠（Gila Desert）；由于緯度比莫哈韦沙漠低，也称为“低沙漠”（Low Desert）。它是北美地区最大和最热的沙漠之一，总面积达311,000平方公里。许多独特的植物和动物在索诺拉沙漠生活，如巨人柱仙人掌等。2001年1月17日，为了更好保护资源，索诺拉沙漠中2,008平方公里的区域被设立成索诺拉沙漠国家历史遗迹。

## 地理
索诺拉沙漠覆盖了加利福尼亚湾的北部，从下加利福尼亚州的东北部一直扩展到加利福尼亚州的东南部、亚利桑那州的西南部和索诺拉州的西部。西面是半岛山脉（Peninsular Ranges），半岛山脉将它与加利福尼亞叢林和下加利福尼亚沙漠分隔开来。北面是莫哈韦沙漠、大盆地和科罗拉多高原。东面是海拔较高的亚利桑那州山脉森林和西马德雷山脉森林。索诺拉-锡那罗亚热带干旱林是索诺拉沙漠和锡那罗亚州热带干旱林之间的过渡地带。
索诺拉沙漠包括科罗拉多沙漠和尤马沙漠。

## 生态学

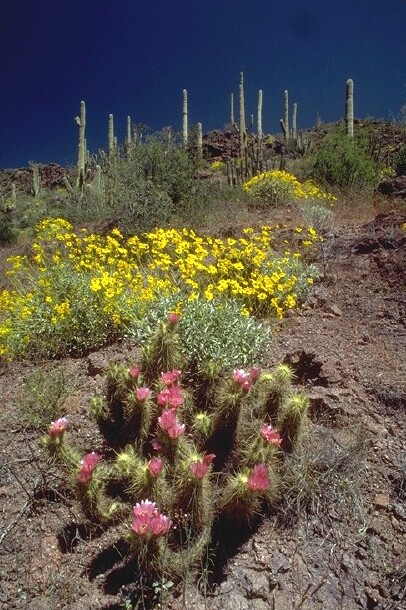
索诺拉沙漠的植物

索诺拉沙漠生活着60种哺乳动物，350种鸟，20种两栖类物种，100种以上爬行动物，30种当地鱼类，并有超过2000种当地的植物。索诺拉沙漠是世界上唯一生长野生巨人柱的地方。和一般沙漠降雨量很小不同，索诺拉沙漠被认为是世界上最潮湿的沙漠，一年降雨量为3-15英寸（因在沙漠中的位置不同而有区别）。

### 植物
很多植物在索诺拉沙漠恶劣的环境下生长茂盛。其中很多为了适应沙漠的气候而发生了物种的变化。索诺拉沙漠的植物包括龙舌兰科植物、棕榈科植物、仙人掌科植物、豆科植物等。

## 人口
索诺拉沙漠生活着17个美国土著民族。

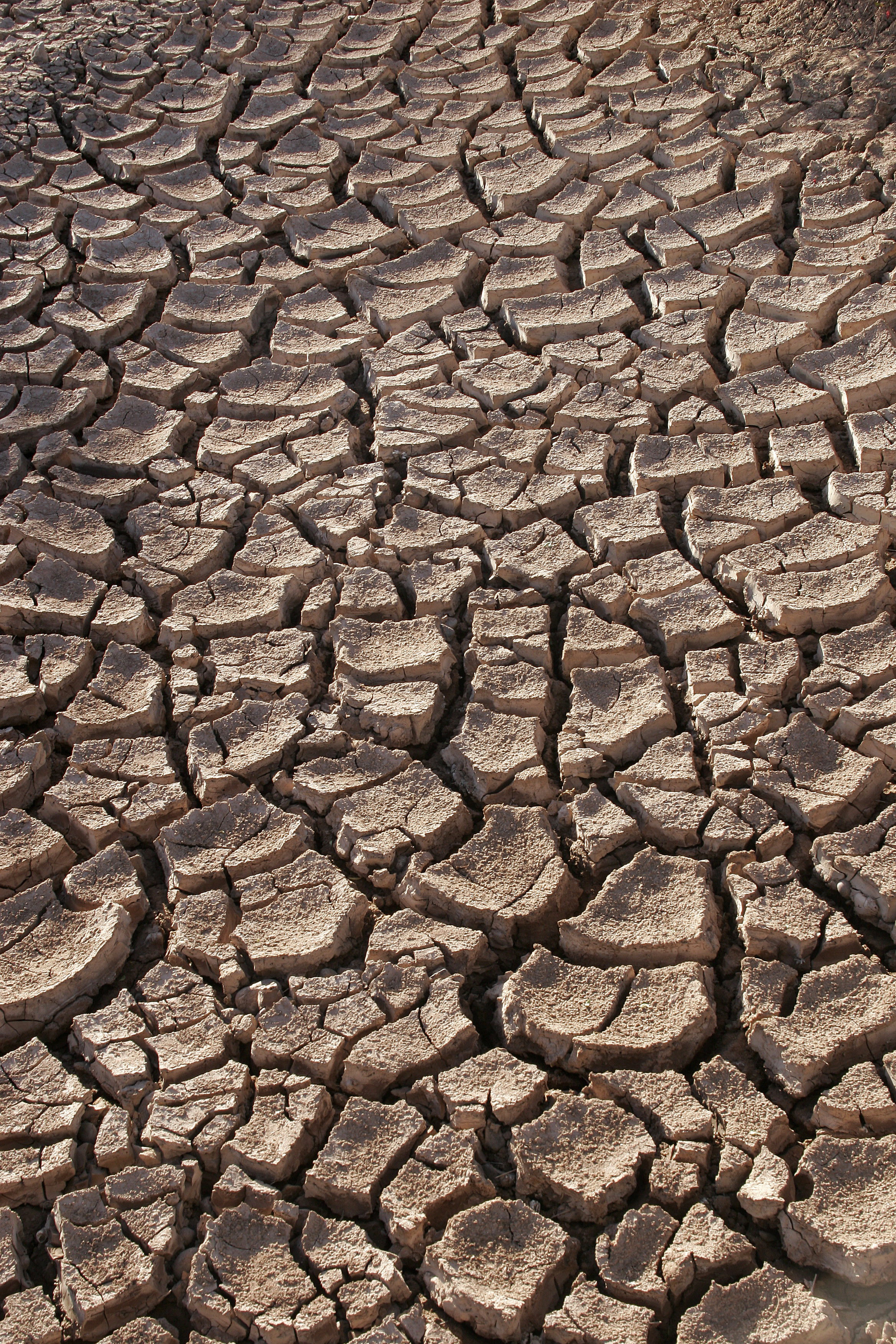
索诺拉沙漠干枯的土地

最大的城市为美国亚利桑那州的菲尼克斯，位于亚利桑那州中部的这个地区是美国增长最快的都会区，人口为400万。在北菲尼克斯地区，都市区以每小时4000平方米（即1英亩）的速度吞食原来的沙漠荒地。第二大城市是亚利桑那州南部的图森，都会区人口约90万。墨西哥下加利福尼亚州的墨西卡利的人口也约为90万。墨西哥索诺拉州的埃莫西约的人口为70万。

## 外部連結
- 亚利桑那州索诺拉沙漠博物馆 （页面存档备份，存于）
- 索诺拉沙漠介绍
- 索诺拉沙漠地理 （页面存档备份，存于）